# Aricia turgaica
Aricia turgaica är en fjärilsart som beskrevs av Obraztsov 1935. Aricia turgaica ingår i släktet Aricia och familjen juvelvingar. Inga underarter finns listade i Catalogue of Life.